# The Sims 3: World Adventures
The Sims 3: World Adventures (en anglès: The Sims 3: World Adventures; no disponible en català) és la primera expansió del videojoc de simulació de vida The Sims 3, desenvolupada i distribuïda per Electronic Arts. El joc fou anunciat a la pàgina web de The Sims 3 el 3 d'agost del 2009, amb data de llançament al mercat el 19 de novembre del mateix any. El tema principal de l'expansió és la possibilitat de viatjar a tres països diferents: Xina, França i Egipte; com ocorria a The Sims: Vacation i The Sims 2: Bon Voyage. Una vegada en aquests destins, els sims poden conèixer altres sims de diferents nacionalitats, buscar-hi tresors i aprendre'n noves habilitats. En declaracions de Scott Evans, director general de The Sims: "estem contentíssims de com ha funcionat The Sims 3 al llarg d'aquests últims mesos i ara estem desitjant ampliar l'experiència de joc amb una de les expansions més completes que mai no s'hagi creat per a The Sims'. Els jugadors podran portar els seus sims a viure l'aventura de la seva vida i explorar indrets fora de Sunset Valley i Riverview, amb la fi d'experimentar emocionants sensacions en llocs que s'inspiren en els destins més famosos".